# Atractylis serratuloides
Atractylis serratuloides là một loài thực vật có hoa trong họ Cúc. Loài này được (Cass.) Sieber ex Cass. mô tả khoa học đầu tiên năm 1827.